# A1 그랑프리

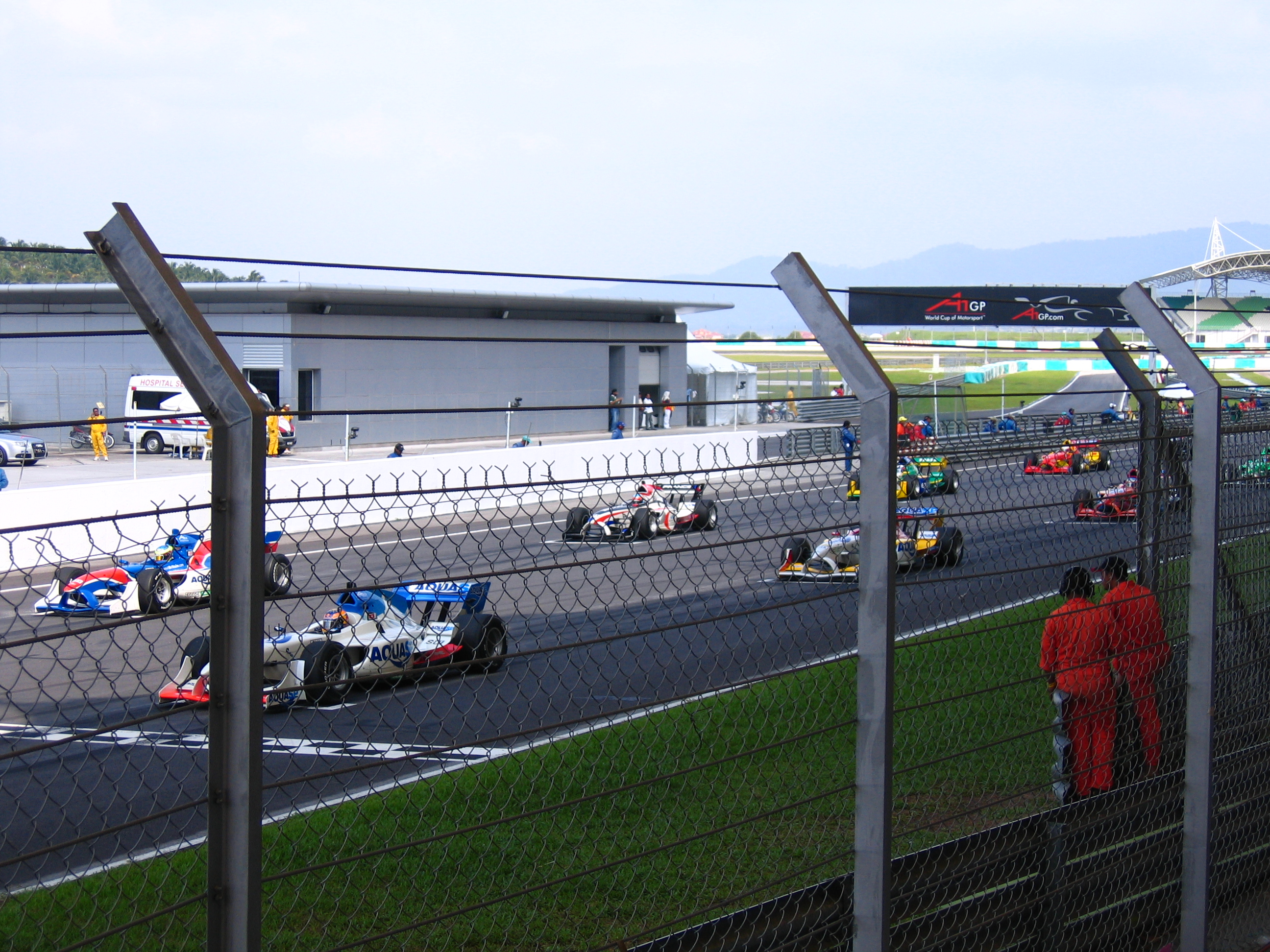

A1 그랑프리(Grand Prix)는 2005년부터 2009년까지 진행된 자동차 경주 대회이다. 참가자가 다른 자동차 경주 대회처럼 자신이나 팀 속소으로 출전하는 것이 아닌, 국가를 대표해 참가한다는 점에서 다른 자동차 경주 대회와는 차별화되었다.